# 石橋湛山
石橋湛山（1884年9月25日—1973年4月25日），日本第55任内阁总理大臣。生于东京。日莲宗学僧杉田湛誓之子。幼名省三，從母姓。早稻田大學文學科畢業，畢業後擔任記者。戰後進入政壇，1956年当选日本首相，因身体状况不佳，任职六十五天就被迫辞职，為日本歷史上迄今第三短命的首相。

## 個人生平
石橋湛山於1884年9月25日，出生於日本東京，其父親為日蓮宗學僧杉田湛誓，由於日本宗教上規定和尚可結婚但不得從父姓，因此石橋湛山只得從母姓。石橋湛山在中學時就讀山梨縣立尋常中學校，其校長大島正健對石橋湛山影響很深，大島正健所實施美國式的是民主主義及個人主義的教育。
1904年9月，石橋湛山進入早稻田大學文學科，認識終生的恩師田中正堂，受了實用主義的薰陶。1908年，經由大學老師介紹，石橋湛山進入每日新聞社，開始言論人的生活。但不到一年，就因社內鬥爭而離開每日新聞社。1911年，26歲的石橋湛山進入東洋經濟新報社。東洋經濟新報是一個月發行三次的經濟專門旬刊雜誌。當時，東洋經濟新報的主編是天野為之，他以《東洋經濟新報》為陣地，主張反對干涉中國內政，明確提出了“小日本主義”。
1912年石橋湛山於同年9月號的〈東洋時論〉撰寫了「愚蠢的建設神宮建議」一文，他說︰「真要紀念先帝的話，我覺得與其在一塊固定的地，用石頭和木頭建造神社，倒不如用那些錢來設立《明治獎金》。如果諾貝爾將他的遺產用來建立紀念碑，會如何？恐怕他早就被世人遺忘了。可是他將他的資產為了創造更美好的世界文明，做為獎金留給世人，他雖然只是一個小小的科學家，卻永遠留在大家的心目中。」
1914年，第一次世界大戰爆發，日本向德國宣戰，打算接收德國在中國的權利。不久便佔領青島，全國歡欣鼓舞。石橋湛山力排眾議，於1914年11月15日號的社論《絕對不能領有青島》中表示︰「青島之陷落比我們預料的還要早很多，同時戰爭的不幸也意外地少很多，這都是值得我們高興的事。但是被我軍佔領的青島要怎麼處置較好呢？這是需要深思熟慮的問題...現在如果再把德國趕出中國的山東，日本割據中國的滿洲已經很令世人側目了，現在再以青島為根據地，經營山東的話，結果會如何？我國侵略中國的行動會越來越明白，會更加刺激世界列強的觀感。我們即使辯解日本盤據滿州、山東，如果中國一旦有內亂，我們的陸海軍可以馬上出兵，迅速恢復和平。甚至可以防患於未然。即使我們如此辯解，站在中國國民，以及與中國有利益關係的歐美各國的立場來看，沒有比這更危險的狀況...這次的戰爭，不管德國贏或輸，我國向德國開戰，把德國從山東趕走，這是我國外交第一個失敗。如果我國取代德國，領有青島，這會是另一個失敗。其結果會讓我國民為了擴張軍備負擔更加沉重。」
1921年，石橋湛山任東洋經濟新報社董事。並於同年7月30日、8月6日、8月13日號發表《大日本主義的幻想》，用實際數字再度呼籲日本放棄殖民地。石橋湛山戰前也極力想促成中日間的記者交流，但日本的新聞界卻依然對中國採取冷漠態度，讓石橋湛山非常失望，批評日本的新聞界已經成為政府的御用工具，淪落成政府的宣傳工具，並且對中國二十一份報紙於1936年10月3日聯合登出來的「告全國國民及日本朝野」，日本新聞界採取無視態度，表示遺憾。
1941年，石橋湛山任東洋經濟新報社社長。當日本努力向外侵略時，石橋湛山苦勸國人，別再蠻幹下去，但當日本於1945年戰敗，國土盡成廢墟時，石橋湛山反倒樂觀地鼓勵國人勇敢站起來，並且期望日本勇於認錯，和平結束戰爭。1945年，石橋湛山發表社論〈開始更生日本，前途一片光明〉。

## 從政經歷
二戰結束後，石橋湛山進入政界發展，曾在吉田茂內閣任職，1955年自民黨成立，他加入了該黨。1956年，時任日本首相鳩山一郎打算引退，自民黨開始選舉新任總裁。起先，岸信介被認為最有可能登上總裁寶座，但石橋湛山同另一候選人石井次郎聯合，以二三位联合的方式，贏得自民黨總裁選舉。
1956年12月23日，石橋湛山出任日本首相，他一上臺便宣佈要尋求同中共政權建交，他的多項政策舉措極受日本民眾歡迎。不幸的是，石橋湛山在首相任內突然因病無法理事，1957年2月25日，他不得不辭去首相一職，任期僅為短短65天，是為日本歷史上第三短命的首相。而卸任後的石橋湛山曾於1963年於毛澤東會面。1973年4月25日，石橋湛山以89歲高齡去世。

## 學者論點
後世學者認為，石橋湛山提出的“小日本主義”核心主要是放棄中國东北。日本在取得甲午戰爭和日俄戰爭兩戰勝利後，萌發了吞併中國東北的念頭，而石橋湛山用“小日本主義”來反對當時擴軍備戰的思潮。石橋湛山以大量的統計資料來證明，擁有殖民地在經濟上沒有價值，“大日本主義”只能是個幻想。但其堅決主張的“小日本主義”在戰前並沒有被日本主流社會所接受。
| 官衔            | 官衔                                        | 官衔                      |
| --------------- | ------------------------------------------- | ------------------------- |
| 前任： 鳩山一郎 | 日本內閣總理大臣 第55任：1956年－1957年     | 繼任： 岸信介             |
| 前任： 愛知揆一 | 日本通商產業大臣 第12－14任：1954年－1956年 | 繼任： 水田三喜男         |
| 前任： 澀澤敬三 | 日本大藏大臣 第50任：1946年－1947年         | 繼任： 片山哲（臨時代理） |
| 前任： 村上勇   | 日本郵政大臣 第9任：1956年（兼任）          | 繼任： 平井太郎           |
| 政党职务        |                                             |                           |
| 前任： 鳩山一郎 | 日本自由民主黨總裁 第2任：1956年－1957年    | 繼任： 岸信介             |